# Тайбі-Айленд (Джорджія)
Тайбі-Айленд (англ. Tybee Island) — прибережне курортне місто (англ. city) в США, в окрузі Четем штату Джорджія, за 25 км на південний схід від Савани. Розташоване на невеликому острові Тайбі (англ. Tybee), найсхіднішій точці штату. Населення — 3114 особи (2020). Завдяки припливу відпочивальників влітку в місті щодня буває до 30 000 осіб.

## Географія
Тайбі-Айленд розташоване за координатами 32°0′32″ пн. ш. 80°51′26″ зх. д. / 32.00889° пн. ш. 80.85722° зх. д. (32.008834, -80.857285).  За даними Бюро перепису населення США в 2010 році місто мало площу 8,29 км², з яких 6,04 км² — суходіл та 2,25 км² — водойми. В 2017 році площа становила 8,71 км², з яких 7,59 км² — суходіл та 1,12 км² — водойми.

## Демографія
Згідно з переписом 2010 року, у місті мешкало 2990 осіб у 1360 домогосподарствах у складі 772 родин. Густота населення становила 361 особа/км².  Було 3366 помешкань (406/км²).
Расовий склад населення:
| - 93,5 % — білих - 3,1 % — чорних або афроамериканців - 1,2 % — азіатів - 0,5 % — корінних американців |

До двох чи більше рас належало 1,1 %. Частка іспаномовних становила 1,5 % від усіх жителів.
За віковим діапазоном населення розподілялося таким чином: 11,9 % — особи молодші 18 років, 65,3 % — особи у віці 18—64 років, 22,8 % — особи у віці 65 років та старші. Медіана віку мешканця становила 53,2 року. На 100 осіб жіночої статі у місті припадало 94,7 чоловіків;  на 100 жінок у віці від 18 років та старших — 94,9 чоловіків також старших 18 років.
Середній дохід на одне домашнє господарство  становив 84 328 доларів США (медіана — 65 545), а середній дохід на одну сім'ю — 93 086 доларів (медіана — 72 875). Медіана доходів становила 53 988 доларів для чоловіків та 43 681 долар для жінок. За межею бідності перебувало 19,0 % осіб, у тому числі 39,3 % дітей у віці до 18 років та 2,3 % осіб у віці 65 років та старших.
Цивільне працевлаштоване населення становило 1355 осіб. Основні галузі зайнятості: мистецтво, розваги та відпочинок — 22,7 %, освіта, охорона здоров'я та соціальна допомога — 18,7 %, роздрібна торгівля — 16,2 %.